# Infinite Icon
Infinite Icon es el segundo álbum de estudio de la personalidad mediática y cantante estadounidense Paris Hilton, lanzado el 6 de septiembre de 2024 a través de su productora 11:11 Media en colaboración con ADA. Sia ejerció como productora ejecutiva del álbum, que llegó 18 años después de su álbum debut, Paris (2006). Glenn Rowley, de Grammy, describió el álbum como «12 pistas de dance pop con influencias electrónicas». Además, incorpora elementos de R&B.

## Antecedentes y desarrollo
Tras el lanzamiento de su álbum debut, Hilton expresó ocasionalmente interés en grabar un segundo álbum. Sin embargo, en su lugar lanzó una serie de sencillos independientes a través de Cash Money Records y su propio sello Heiress Records, una subsidiaria de Warner Bros. Records, además de colaborar en canciones de otros artistas.
Después de interpretar una versión de «Stars Are Blind» junto a Sia y Miley Cyrus en el especial Miley’s New Year’s Eve Party de NBC en diciembre de 2022, Sia animó a Hilton a grabar un álbum pop y le sugirió realizar sesiones en su casa. Hilton comentó que la cantante «literalmente sacó algo en mí que ni siquiera sabía que tenía. Antes, mi estilo era más con voz infantil, muy susurrante y con vibras tipo Marilyn [Monroe]. Pero con este álbum, me sentí como una mujer». Parte del proyecto se grabó en los estudios caseros de Sia y Hilton en Los Ángeles.
En una entrevista con Pride.com, Hilton afirmó que el álbum es «solo para [los gays]». Trabajó con el productor Benny Blanco y consideró piezas compartidas por Miley Cyrus y Meghan Trainor.

## Concepto
Infinite Icon está influido por el amor de Hilton por la música dance y su carrera como disc jockey. La intérprete explicó que, al presentarse «por todo el mundo en festivales de música, frente a miles de personas, estando en el escenario y prestando mucha atención a lo que hace que la gente se mueva y cómo crear esos momentos inolvidables en la pista de baile, quería llevar esa misma energía al álbum». El disco combina diferentes estilos de house con música pop en sus tres primeros sencillos. El tema principal, «I'm Free», fusiona french house con synth pop y nu disco; «Chasin» mezcla tropical house con pop; mientras que «BBA» combina electroclash con big room y dance pop. Sin embargo, el último sencillo, «ADHD», es puramente pop.
El álbum incluye piezas que abordan temas más profundos, como su diagnóstico de TDAH, experiencias negativas en relaciones, la vacuidad de la fama, así como su vida matrimonial y familiar.

## Promoción
Hilton mencionó que estaba grabando un álbum producido por Sia durante su aparición en The Tonight Show Starring Jimmy Fallon en octubre de 2023, y anunció oficialmente el título y la fecha de lanzamiento en mayo de 2024.
El 13 de junio de 2024, Hilton presentó «I'm Free» como el primer sencillo del álbum, una colaboración con la cantante anglo-japonesa Rina Sawayama, a través de Instagram, donde mostró una conversación entre ambas intérpretes. Hilton interpretó el tema en vivo en una fiesta del orgullo organizada por la marca de ropa Alice + Olivia. A este lanzamiento le siguieron dos sencillos más: «Chasin'» (junto a Meghan Trainor), lanzado el 26 de julio, y «BBA» (con Megan Thee Stallion), publicado el 6 de septiembre.
La revista Nylon presentó a Hilton como la estrella de su portada de septiembre de 2024 y organizó una fiesta de lanzamiento para el álbum el 5 de septiembre, que incluyó una presentación en vivo de la cantante.

## Rendimiento comercial
Infinite Icon debutó en la posición 38 del Billboard 200 en Estados Unidos, con 18 000 unidades equivalentes vendidas, marcando la primera aparición de Hilton en la lista desde su álbum debut, Paris. Sin embargo, la semana siguiente, el álbum salió del ranking. Informes iniciales indicaban que Infinite Icon debía alcanzar el top diez del Billboard 200; no obstante, salió por completo de la lista, ya que el sistema de Billboard filtró el 80 % de sus ventas de la segunda semana.

## Lista de canciones
| Lista de canciones: Infinite Icon |                                      |                                                                           |               |          |  |
| N.º                               | Título                               | Escritor(es)                                                              | Productor(es) | Duración |  |
| 1.                                | «Welcome Back»                       | Chloe Angelides Fransisca Hall Jesse Shatkin                              | Shatkin       | 2:15     |  |
| 2.                                | «I'm Free» (con Rina Sawayama)       | Ultra Naté                                                                | House of Wolf | 3:02     |  |
| 3.                                | «Chasin'» (con Meghan Trainor)       | Meghan Trainor Ryan Trainor Yannick Rastogi Zacharie Raymond Paris Hilton | Banx & Ranx   | 3:15     |  |
| 4.                                | «BBA» (con Megan Thee Stallion)      | Deza Lily Hormel Myles Avery Hilton Shatkin Frankel Megan Pete            | Avery         | 2:55     |  |
| 5.                                | «Fame Won't Love You» (con Sia)      | Sia Greg Kurstin Hilton                                                   | Kurstin       | 3:19     |  |
| 6.                                | «ADHD»                               | Shatkin Hilton                                                            | Shatkin       | 3:23     |  |
| 7.                                | «Legacy»                             | Dallas Caton Alex Chapman Alexandra Veltri Hilton                         | Caton         | 2:18     |  |
| 8.                                | «Stay Young»                         | M. Trainor Tyler Johnson Kid Harpoon                                      | Kid Harpoon   | 3:30     |  |
| 9.                                | «Infinity»                           | M. Trainor Justin Trainor                                                 | J. Trainor    | 2:44     |  |
| 10.                               | «If the Earth Is Spinning» (con Sia) | Emily Warren Deza Ludvig Söderberg Sia Hilton Frankel                     | Söderberg     | 3:13     |  |
| 11.                               | «Without Love» (con María Becerra)   | Veltri Chapman Shatkin                                                    | Shatkin       | 2:46     |  |
| 12.                               | «Adored»                             | Caroline Ailin Caroline Pennell Shatkin                                   | Shatkin       | 2:19     |  |

## Posicionamiento en listas
| Listas (2024)                       | Mejor posición |
| ----------------------------------- | -------------- |
| Reino Unido (UK Album Downloads)    | 33             |
| Reino Unido (UK Independent Albums) | 34             |
| Estados Unidos (Billboard 200)      | 38             |
| Estados Unidos (Independent Albums) | 7              |